# 门斯特罗斯市镇
门斯特罗斯市镇（瑞典語：Mönsterås kommun）是瑞典东南部卡尔马省的一个市镇。其治所位于门斯特罗斯。